# Bajaj Hindusthan
Bajaj Hindusthan Sugar Limited (BHL) — производитель сахара в Индии, крупнейший в стране на 2009 год. Входит в Bajaj Group. Штаб-квартира расположена в Мумбаи.
Руководитель — Кушагра Баджадж (англ. Kushagra Bajaj, председатель правления Bajaj Group).

## История
Компания была основана в 1931 году как Hindusthan Sugar Mills Limited Джамналалом Баджаджем (англ. Jamnalal Bajaj). Первый завод компании был построен в 1932 году в городе Гола Гокараннате (в индийском штате Уттар Прадеш) в природной зоне Тераи.
По официальной истории компании, город Гола Гокараннат (округ Лакхимпур-Кхери, современный штат Уттар Прадеш) был выбран для строительства первого завода благодаря тому, что он расположен в природной зоне Тераи, где хорошо растёт сахарный тростник и много его плантаций. Первый завод мог переработать 400 тонн сахарного тростника в сутки.
В 1944 году на заводе в Гола Гокараннате был запущен цех дистилляции, на котором во время Второй мировой войны производился топливный спирт для добавления его в моторное топливо, испольуемое в армии, гласит официальная история компании.
Также по официальной информации, в 1967 году в Hindusthan Sugar Mills Limited была создана дочерняя компания Sharda Sugar & Industries Limited, которая построила и запустила в 1972 году в городе Палия Калан (англ. Palia Kalan) в 70 км от Гола Гокараннат, завод с мощностью переработки тростника в 1400 тонн ежедневно.
В 1988 году компания была переименована в Bajaj Hindusthan Sugar Limited.
Со старта производства до 2002 года включительно на заводах компании было суммарно переработано 20 миллионов квинталов сахарного тростника.
В 2009 году Bajaj Hindusthan владела 14 сахарными заводами общей производительностью 1 360 000 тонн сахарного тростника в сутки. За сезон 2008 года, завершившийся в сентябре, заводы компании произвели 7 тысяч тонн сахара.